# Abdi Mohamed
Abdi Shekuna Mohamed (Nairobi, 25 ottobre 1996) è un calciatore keniota naturalizzato somalo, difensore degli Oakland Roots.

## Carriera

### Club
Ha giocato tra la seconda e la terza divisione statunitense.

### Nazionale
Nel 2019 ha esordito in nazionale.

## Statistiche

### Presenze e reti nei club
Statistiche aggiornate al 17 febbraio 2022.
| Stagione                  | Squadra                   | Campionato                | Campionato | Campionato | Coppe nazionali | Coppe nazionali | Coppe nazionali | Coppe continentali | Coppe continentali | Coppe continentali | Altre coppe | Altre coppe | Altre coppe | Totale | Totale |
| Stagione                  | Squadra                   | Comp                      | Pres       | Reti       | Comp            | Pres            | Reti            | Comp               | Pres               | Reti               | Comp        | Pres        | Reti        | Pres   | Reti   |
| ------------------------- | ------------------------- | ------------------------- | ---------- | ---------- | --------------- | --------------- | --------------- | ------------------ | ------------------ | ------------------ | ----------- | ----------- | ----------- | ------ | ------ |
| 2019                      | Memphis 901               | USLC                      | 21         | 0          | USOC            | 2               | 0               |                    | -                  | -                  |             | -           | -           | 23     | 0      |
| 2020                      | Greenville Triumph        | USL L1                    | 7          | 0          |                 | -               | -               |                    | -                  | -                  |             | -           | -           | 7      | 0      |
| 2021                      | Greenville Triumph        | USL L1                    | 24+2       | 0          |                 | -               | -               |                    | -                  | -                  |             | -           | -           | 26     | 0      |
| Totale Greenville Triumph | Totale Greenville Triumph | Totale Greenville Triumph | 33         | 0          |                 | -               | -               |                    | -                  | -                  |             | -           | -           | 33     | 0      |
| Totale carriera           | Totale carriera           | Totale carriera           | 54         | 0          |                 | 2               | 0               |                    | -                  | -                  |             | -           | -           | 56     | 0      |

### Cronologia presenze e reti in nazionale
| Cronologia completa delle presenze e delle reti in nazionale ― Somalia | Cronologia completa delle presenze e delle reti in nazionale ― Somalia | Cronologia completa delle presenze e delle reti in nazionale ― Somalia | Cronologia completa delle presenze e delle reti in nazionale ― Somalia | Cronologia completa delle presenze e delle reti in nazionale ― Somalia | Cronologia completa delle presenze e delle reti in nazionale ― Somalia | Cronologia completa delle presenze e delle reti in nazionale ― Somalia | Cronologia completa delle presenze e delle reti in nazionale ― Somalia |
| Data                                                                   | Città                                                                  | In casa                                                                | Risultato                                                              | Ospiti                                                                 | Competizione                                                           | Reti                                                                   | Note                                                                   |
| ---------------------------------------------------------------------- | ---------------------------------------------------------------------- | ---------------------------------------------------------------------- | ---------------------------------------------------------------------- | ---------------------------------------------------------------------- | ---------------------------------------------------------------------- | ---------------------------------------------------------------------- | ---------------------------------------------------------------------- |
| 5-9-2019                                                               | Gibuti                                                                 | Somalia                                                                | 1 – 0                                                                  | Zimbabwe                                                               | Qual. Mondiali 2022                                                    | -                                                                      | 31’                                                                    |
| Totale                                                                 |                                                                        | Presenze                                                               | 1                                                                      |                                                                        | Reti                                                                   | 0                                                                      |                                                                        |

## Palmarès

### Club

#### Competizioni nazionali
- USL League One: 1

Greenville Triumph: 2020